# Schwedische Badminton-Mannschaftsmeisterschaft 2016/17
Titelträger der Schwedischen Badminton-Mannschaftsmeisterschaft 2016/17 im Badminton und damit schwedischer Mannschaftsmeister wurde der Klub Fyrisfjädern, der sich in den Play-offs durchsetzen konnte.

## Vorrunde
| Platz | Team          | Spiele | G | U | V | Spielpunkte | Sätze | Bälle     | Punkte |
| ----- | ------------- | ------ | - | - | - | ----------- | ----- | --------- | ------ |
| 1     | Fyrisfjädern  | 6      | 5 | 1 | 0 | 30-6        | 92-35 | 1243-933  | 16     |
| 2     | Täby BMF      | 6      | 4 | 1 | 1 | 22-14       | 80-52 | 1263-1091 | 13     |
| 3     | Skogås BK     | 6      | 2 | 2 | 2 | 18-18       | 63-68 | 1188-1179 | 8      |
| 4     | Halmstad BMK  | 6      | 3 | 0 | 3 | 19-17       | 75-55 | 1207-1137 | 9      |
| 5     | Kista BMK     | 6      | 2 | 2 | 2 | 19-17       | 67-62 | 1156-1114 | 8      |
| 6     | IFK Umeå      | 6      | 1 | 1 | 4 | 10-26       | 39-86 | 960-1233  | 4      |
| 7     | Spårvägen BMF | 6      | 0 | 1 | 5 | 8-28        | 33-91 | 924-1254  | 1      |

## Play-offs

### Halbfinale
- Kista BMK – Täby BMF: 4-2, 3-0
- Fyrisfjädern – 	Skogås BK: 4-2, 3-2

### Finale
- Fyrisfjädern – Kista BMK: 4-3